# Hemilepistus klugii
Hemilepistus klugii är en kräftdjursart som först beskrevs av Brandt 1833.  Hemilepistus klugii ingår i släktet Hemilepistus och familjen Trachelipodidae. Inga underarter finns listade i Catalogue of Life.